# Oplevelsesrejse
En oplevelsesrejse eller oplevelsesturisme er en type niche-turisme, der involverer opdagelser eller rejser med en hvis grad af risiko (reel eller fiktiv), og som kan kræve særlige egenskaber eller fysisk udfoldelse. i USA er oplevelsesrejser vokset i de seneste årtier, da turister i højere grad har efterspurgt særlige eller "mindre turistede" ferier, men mangel på organisering har dog gjort det vanskeligt at fastslå markedets størrelse og vækst. Ifølge den amerikanske Adventure Travel Trade Association kan oplevelsesrejser være enhvert turistaktivitet, der inkluderer fysisk aktivitet, en kulturel udveksling og forbindelse med naturen.
Oplevelsesturister kan være motiveret af at opnå et rush eller flow, ved at komme uden for deres komfortzone. Dette kan sket ved at få kulturchok eller ved at udføre handlinger med en grad af risiko eller fysisk fare. Dette kan inkluderer aktiviteter som bjergbestigning, elastikspring, mountain biking, cykling, kanoroning, dykning, vandring, rafting, kajakroning, paragliding, ziplining, sandboarding eller forskellige former for klatring som huleklatring eller friklatring. Visse mere obskure former for oplevelsesturisme inkluderer katastrofe- og ghettoturisme. Andre former for oplevelsesrejser inkluderer social og jungleturisme.
Tilgængeligheden til billig forbrugerteknologi i form af bl.a GPS'er og kameraer har øget den overordnede interesse for oplevelsesrejser.